# Ronnie Pander
Ronus Pander, detto Ronnie (Harkema, 5 marzo 1977), è un allenatore di calcio ed ex calciatore olandese, di ruolo centrocampista.

## Carriera

### Calciatore
Vanta 44 presenze in Eredivisie con la maglia dell'Heerenveen.

### Allenatore
Dal 2023 è l'assistente di Johnny Jansen alla guida del PEC Zwolle.